# 마틴 브론펜브레너
마틴 브론펜브레너(Martin Bronfenbrenner, 1914년 12월 2일, 피츠버그 ~ 1997년 6월 2일, 더럼)는 미국의 경제학자로 250편이 넘는 논문을 쓰고 5권의 책을 펴녔다. 그의 저작들은 소득 분배, 국제 경제 등에 관한 주제를 다루고 있다. 1934년 워싱턴 대학교에서 학사 학위를, 1939년 시카고 대학교에서 박사 학위를 취득했으며 루스벨트 대학교, 위스콘신 매디슨 대학교, 미시간 주립 대학교, 미네소타 대학교, 카네기 멜론 대학교, 아오야마 가쿠인 대학, 듀크 대학교에서 가르쳤다.